# StatusNet
StatusNet (wcześniej: Laconica) – aplikacja internetowa napisana w języku skryptowym PHP, służąca do tworzenia mikroblogów dostępnych przez strony WWW. StatusNet implementuje standard OpenMicroBlogging.